# Minoa opistholeuca
Minoa opistholeuca är en fjärilsart som beskrevs av Louis Beethoven Prout 1910. Minoa opistholeuca ingår i släktet Minoa och familjen mätare. Inga underarter finns listade i Catalogue of Life.